# Wiesława Celewicz-Mutt
Wiesława Celewicz-Mutt (ur. 26 września 1934 w Pucku, zm. 15 lipca 2007 w Gdyni), polska działaczka turystyczna, z zawodu geolog.
W 1955 ukończyła studia z dyplomem magistra inżyniera geologa i do 1976 pracowała w przedsiębiorstwie hydrogeologicznym. Od 1976 związana była z wojskiem, pracowała w pułku inżynieryjno-budowlanym, a od 1978 w wojskowych zakładach budowlanych w Wejherowie. Na emeryturę przeszła w 1990.
Przez wiele lat była działaczką ruchu turystycznego. Udzielała się w Oddziale Polskiego Towarzystwa Turystyczno-Krajoznawczego Marynarki Wojennej w Gdyni, w Klubie "Marwojek", była też związana z Klubem Turystów Pieszych PTTK "Bąbelki" przy Oddziale Gdańskim PTTK i z Oddziałem Morskim PTTK. Ukończyła szereg kursów, które przyniosły jej uprawnienia przodownika turystyki pieszej (1973), instruktora ochrony przyrody (1997), społecznego opiekuna przyrody (1995). Właśnie działalność w zakresie ochrony przyrody była jej szczególnie bliska; należała do aktywniejszych członków Pomorskiej Komisji Ochrony Przyrody PTTK w Gdańsku.
Za działalność społeczną wyróżniona została srebrną i złotą Odznaką Honorową PTTK. Była zamężna (za Muttem), miała córkę; swoje pasje turystyczne przelała na wnuki, którzy za jej sprawą zdobywali odznaki turystyczne, m.in. "Szlakiem partyzantów Armii Krajowej i Gryfa Pomorskiego".
Zmarła 15 lipca 2007 w Gdyni. 19 lipca tegoż roku miały miejsce uroczystości pogrzebowe w kaplicy krematorium na gdańskim cmentarzu Srebrzysko.